# Silk Way West Airlines
Silk Way West Airlines — международная грузовая авиакомпания.

## Общие сведения
Silk Way West Airlines основана в 2012 году в Баку. Является крупнейшей грузовой авиакомпанией Каспийского региона. 
Первый грузовой рейс осуществлён в июле 2012 года самолетом Boeing 747-400F по маршруту Баку — Франкфурт — Хан. 
Авиаперевозчик входит в группу компаний «Silk Way Group», в составе которой также функционируют компании Silk Way Airlines и Silk Way Technics.
Авиакомпания базируется на территории Международного Аэропорта Гейдар Алиев. Ежемесячно выполняет около 350 рейсов по миру.
Годовой грузооборот авиакомпании превышает 500 тыс. тонн. 
Компания получила GDP-сертификат (Good Distribution Practice), что позволило расширить продуктовую линейку в области транспортировки товаров медицинского назначения и услуг фармацевтической логистики. Выполняя ведущую роль в глобальной транспортировке товаров медицинского назначения, Silk Way West Airlines осуществляет транспортировку грузов, чувствительных ко времени и температуре.
В мае 2023 года авиакомпания присоединилась к цифровой сети сargo.one.

## Маршруты
Маршрутная сеть авиакомпании охватывает более 40 направлений, включая крупнейшие аэропорты Европы, стран СНГ, Ближнего Востока, Центральной и Восточной Азии.
В США авиакомпания осуществляет перевозки в Чикаго, Даллас, Хьюстон, Лос-Анджелес. 

## Флот
Флот компании состоит из 12 специализированных грузовых самолетов Boeing 747-8F и 747-400F. 
28 апреля 2021 года Silk Way West Airlines подписала стратегическое соглашение с Boeing о приобретении пяти современных двухдвигательных грузовых самолетов Boeing 777F. 
28 июня 2022 года подписано соглашение с Airbus о покупке двух самолётов A350F. Поставка планируется на 2027—28 год. 
| Тип             | Эксплуатируется | Заказано | Примечания           |
| --------------- | --------------- | -------- | -------------------- |
| Boeing 747-400F | 5               | —        | —                    |
| Boeing 747-8F   | 5               | —        | —                    |
| Boeing 777F     | —               | 5        | Доставки с 2023 года |
| Total           | 10              | 5        |                      |

## Награды
В 2020 году южнокорейский аэропорт Инчхон удостоил Silk Way West Airlines престижной награды «Грузовая авиакомпания 2020 года».  